# Rainer Kriester
Rainer Kriester (né le 12 juin 1935 à Plauen, mort le 14 mai 2002 à Vendone) est un peintre et sculpteur allemand.

## Biographie
Après des études de médecine, Kriester quitte l'Allemagne de l'est en 1958. En 1961, il commence à étudier la peinture et la sculpture à l'école d'art de Berlin-Weißensee.
À partir de 1970, cependant, Kriester travaille davantage comme sculpteur. Il a sa première grande exposition la même année. Une grande partie de son travail à l'époque porte sur des têtes abstraites, qui sont principalement façonnées par des piqûres et des clous et qu'il appelle aussi stèles ou signes de tête.
À partir de 1982, Kriester vit et travaille à Albenga, une localité de la Ligurie, en alternance avec Berlin. Pour les sculptures réalisées là-bas, il utilise le calcaire poreux, blanc terne à légèrement rose. Une sculpture Großes weißes Kopfzeichen (1984-1987) réalisée à partir de ce matériau se trouve à la Chancellerie fédérale de Berlin. L'artiste conserve la forme trouvée du bloc de pierre et ne travaille que sur sa surface.